# 赤松宗旦
赤松 宗旦（義知）（あかまつ そうたん（よしとも）、文化3年7月14日（1806年8月27日） - 文久2年4月21日（1862年5月19日））は、江戸時代末期の医師。下総国相馬郡布川村（現在の茨城県北相馬郡利根町布川）生まれ。地誌『利根川図志』を著した。

## 生涯

### 幼少期
文化3年（1806年）7月14日未の刻に生まれた。父は「初代・赤松宗旦（赤松恵）」、産科医で文化人でもあった。母は「ひさ」。利根川図志を執筆した赤松宗旦は、第二代で名を義知という。生まれた場所は、下総国相馬郡布川村（現在の茨城県北相馬郡利根町布川）。
文化7年（1810年）、宗旦の一家は江戸に近い千住宿に転居した。同10年（1813年）、父の恵が死去したため、母の実家がある吉高村（千葉県印西市吉高）に再び転居。宗旦は印旛沼西岸の吉高村で少年期と青年期を過ごす。

### 医師開業と結婚
文化13年（1816年）、吉高村の医師・前田宗珉に師事。文政8年（1825年）、吉高村で医師を開業した。このころ鈴木友七の三女「トヨ」と結婚。義父の鈴木友七は稲葉藩大森代官所の「御使番」だった。文政12年（1829年）、長女「ふみ」が生まれる。同年、母「ひさ」が死去。天保3年（1832年）に長男「佐与次郎」が誕生。佐与次郎はのちに他家の養子となり、医師として活躍する。
天保9年（1838年）、宗旦は妻と二人の子を連れて下総国布川村に戻った。布川は利根川中流の左岸にあって河岸が発達した町で、同じ下総国布佐（現在の千葉県我孫子市布佐）の対岸にある。天保10年（1839年）、次女「つね」が生まれるが、天保13年に早世。弘化元年（1844年）には、三女「ちか」が生まれた。ちかはのちに婿養子を迎えて家を継ぐ。宗旦は父と同様、主に産科医として医療活動に従事したが、付近の子弟を集めて、漢学・手習なども教えた。俳諧や書画にも親しみ、江戸や下総国・常陸国の医師や文化人と交友を深めていた。天保14年（1843年）刊行の『下総諸家小伝』には、当時の優れた文化人の一人として、宗旦も紹介されている 。

### 執筆の動機
天保11年（1840年）5月、老中・水野忠邦による「天保の改革」が始まり、印旛沼の開発が計画される。単なる新田開発ではなく、北浦と鹿島灘間の運河開削、さらに印旛沼と江戸湾岸・検見川浦間の運河開削を伴う。東北地方の物資を積んだ船が、太平洋から江戸に直行できる物流幹線を整備する計画だった。利根川流域の環境に与える影響は大きい。『利根川図志』の自序には「皆係利根川之事、吾生其傍、不能無感」とあり、幕府をはばかって控えめな表現になってはいるが、複雑な心情を吐露している。水野忠邦の失脚により印旛沼開発は中止されたものの、その後も再開の動きは絶えなかった。利根川の姿を記録に残したいという宗旦の思いが、『利根川図志』執筆の動機になったと考えられる。

### 執筆の準備
嘉永6年（1853年）、宗旦から君塚玄圃に対して、『利根川図志』執筆のために必要な引用書の入手を依頼する書状が残っており、このころに準備を始めていたことが分かる。玄圃は宗旦の執筆活動支援者の一人である。『相馬日記』、『閑窓瑣談』、『古我志』、『各所方角抄』の入手を依頼するとともに、『北条分限帳』、『房総古伝説』、『千葉盛衰記』、『常陸風土記』、『大八州之記』、『和名抄』、『物類称呼』なども玄圃から借用している。
安政元年（1854年）12月、書籍・資料だけでは足りない情報を補うために、利根川中流の関宿・五カ村方面に向けて、取材旅行に出発した。このときの様子は、宗旦のメモ帳である『笏記』に詳しく記されている。なお、取材旅行から帰宅直後の安政2年（1855年）正月、妻「トヨ」が死去している。

### 出版と販売
安政2年（1855年）以降は『利根川図志』出版のため、江戸訪問を繰り返した。このときの様子も、『笏記』などから詳しく知ることができる。同年2月、江戸・本所の深河潜蔵を訪ねた。潜蔵は「深河（深川）元儁」とも呼ばれ、宗旦の情報収集や出版業務を支援。多分野の学問に通じ、平田篤胤に国学、幡崎鼎に蘭学を学んでいる。本草学にも強い関心を持った人物である。このころ、三女「ちか」がまだ小さかったこともあり、宗旦は「たけ」と再婚した。同年9月、再び江戸を訪問し、『利根川図志』の版木（巻一と巻二の一部）を受け取る。このときも深河潜蔵宅で蔵書を閲覧している。
安政3年（1856年）8月、大地震から1年後の江戸を訪問。深河潜蔵は既に亡くなっていたが、出版元となる文会堂を訪れ、挿絵作成を依頼するために絵師を尋ね回った。同4年（1857年）正月、閏5月も続けて江戸を訪問して、挿絵作成を依頼したほか、残った版木と用紙を入手した。
『利根川図志』は出版にこぎつけるまでに時間がかかっているが、『利根川図志調帳』（後述）には「安政4年（1857年）10月に『利根川図志』が完成し、取材協力者に送った」と記載されているので、このころには製本が完了したことが分かる。安政5年（1858年）3月、利根川下流の銚子方面に向けて布川を出発し、各地の訪問先で『利根川図志』の販売を依頼した。このときの様子は『銚子日記』（後述）に詳しい。
同年（安政5年）4月、幕府・聖堂学門所から正式に『利根川図志』の出版が許可された。引き続き、出版元の須原屋が江戸南北町奉行所に「諸国売弘め」の願いを提出し、7月に許可が下りた。前年に製本された並本・特製本、計640部（『利根川図志調帳』による）の販売を開始。書店での販売だけではなく、宗旦自らも303部を販売している。なお、現存する『利根川図志』の一部には、販売開始時と異なる書店名が奥付に見られることから、時期・部数は不明だが再刊も行われ、さらに多くの部数が頒布されたと考えられる。

### 死去
『利根川図志』出版後、宗旦は引き続き続編を執筆していたと考えられる。『利根川図志』凡例には、「而して上利根川の方、亦継で筆を起こさむとす、その考察においては、亦上武諸哲の教を期つ」とあり、宗旦は上流域を対象とした構想を持っていたことが分かる。実際に、『利根川図志後篇 草稿巻一』および、「利根川水源并支流名称」・「利根川御用御船印」・「木下シ旅人船御定」の記載がある文書が残されている。
しかし、文久2年（1862年）4月22日、宗旦は志半ばにて死去。布川の瑞龍山来見寺に葬られた。法名は「長松軒宗諦旦禅居士」。現在も来見寺に宗旦の墓碑が残されている。

## 著作
- 利根川図志：　宗旦の主著。利根川中下流域の地誌。詳細は「利根川図志」を参照。
- 宗旦は他にも多くの文書を残した。以下に主なものを挙げる。
  - 銚子日記：　安政5年（1858年）3月21日から4月4日にかけて、利根川下流の銚子方面を訪れた際の日誌。途中で知人宅や、耀窟神社（現在の成田市西大須賀）や、龍正院（滑川観音・成田市滑川）、神崎神社（神崎町）、鹿島神宮（鹿嶋市）、息栖神社（神栖市）などの寺社を経由し、銚子では磯巡りをしている[13]。
  - 利根川図志調帳：　安政7年（1860年）に『利根川図志』の出版と販売状況を記録したもの[16]。
  - 笏記は宗旦のメモ帳。人物誌は宗旦の交友録[17]。

## 史跡
- 赤松宗旦旧居跡 - 茨城県北相馬郡利根町布川3409-1

生家が復元され一般公開されている。室内に『利根川図志』、『銚子日記』などの資料を展示。町指定文化財。

### 利根町ホームページ
- 赤松宗旦
- 赤松宗旦旧居跡
- 赤松宗旦旧居跡